# Dolina Filipówki
Dolina Filipówki – dolina w gminie Krzeszowice w powiecie krakowskim w województwie małopolskim, w południowej części Wyżyny Olkuskiej. 
Przez dolinę przepływa południkowo Filipówka (lewy dopływ Dulówki). Rozpoczyna się z przy połączeniu strumieni Filipówki Górnej (zbocze południowo-zachodnie Ostrońskiej Góry) i Filipówki Dolnej (zbocze południowo-wschodnie tej góry) w rzekę Filipówkę przy przysiółkach Nowej Góry Paryż Górny i Paryż Dolny, następnie przechodzi przez przysiółek Miękini Stawiska. Następnie przebiega przez całą długość miejscowości Filipowice i przy Woli Filipowskiej łączy się z Rowem Krzeszowickim. 
Dolina była dawniej nazywana Doliną Cudownej od nazwy rzeki Cudowna – poprzedniej nazwy Filipówki, co odnotowuje "Słownik geograficzny Królestwa Polskiego" z 1881. Brało się to stąd, że okolicznym mieszkańcom Filipowic miały ustępować różne dolegliwości po wypiciu wody pobranej ze źródła w tzw. Padańcu. Dolina jest pochodzenia jurajskiego, wydobywano w niej kiedyś słynny czerwony kamień filipowicki.